# ウジェーヌ・ド・ボアルネ
ウジェーヌ・ローズ・ド・ボアルネ（フランス語: Eugène Rose de Beauharnais、1781年9月3日 - 1824年2月21日）は、フランス帝室の一員。母はナポレオン1世の最初の皇后ジョゼフィーヌ・ド・ボアルネで、母の再婚によりナポレオンの養子となり、イタリア副王、ヴェネツィア公、フランクフルト大公、ロイヒテンベルク公、そしてアイヒシュテット侯とされた。妹はナポレオン3世の母オルタンス・ド・ボアルネ。

## 生涯

### 出生
ウジェーヌ・ド・ボアルネは1781年9月3日、パリで誕生した。父はサール歩兵隊、ラ・ロシュフコー公爵連隊の少尉であったボアルネ子爵アレクサンドル・ド・ボアルネ、母はクレオールのマリー・ジョゼフ・ローズ・タシェ・ド・ラ・パジュリである（後に母は2度目の夫ナポレオンからジョセフィーヌの名を与えられジョゼフィーヌ・ド・ボアルネとして有名になる）。
1783年には妹オルタンスが誕生するが、同年、両親は離婚した。

### 革命の始まり
ウジェーヌは歴史上の問題が多い時代に育った。彼と母そして妹オルタンスが1789年から1790年にマルティニークに滞在している間に、父は憲法制定議会に出席し、1791年6月の執政選出に関与していた。1791年7月21日、国王ルイ16世一家が逃亡を図ったヴァレンヌ事件では、憲法制定国民議会の執政であったアレクサンドルは逃亡した王を捕らえるため手を尽くした。
1792年4月20日、立法議会は、1756年以来フランスと同盟関係にあったハンガリーの王フェレンツ1世（フランス王妃マリー・アントワネットの甥で、後の神聖ローマ皇帝フランツ2世。）に宣戦布告した。アレクサンドルは軍に入隊し、息子を同じく軍へ送った。11歳と幼いウジェーヌは、ストラスブールのコレージュとヴィサンブールの本部で時を過ごした。
しかし国民公会の出現が一家の状況を一変させた。アレクサンドルは最高司令官となり、北面軍と東面軍への合流を余儀なくされた。その後マインツを奪われた。許可なく軍から離脱し、彼はロモランタン近郊のフェルテ＝オランにある自らの所領へ戻った。アレクサンドルは1794年に逮捕および起訴され、パリのカルム監獄に囚われた。元妻であるマリー・ジョゼフ・ローズも数週間後に同じ監獄に連行された。アレクサンドルはギロチンにかけられた。マリー・ジョゼフ・ローズはテルミドール9日のクーデター後に釈放された。1795年秋、ウジェーヌとオルタンスはサン＝ジェルマン＝アン＝レーの貸家に滞在していた。

### 総裁政府

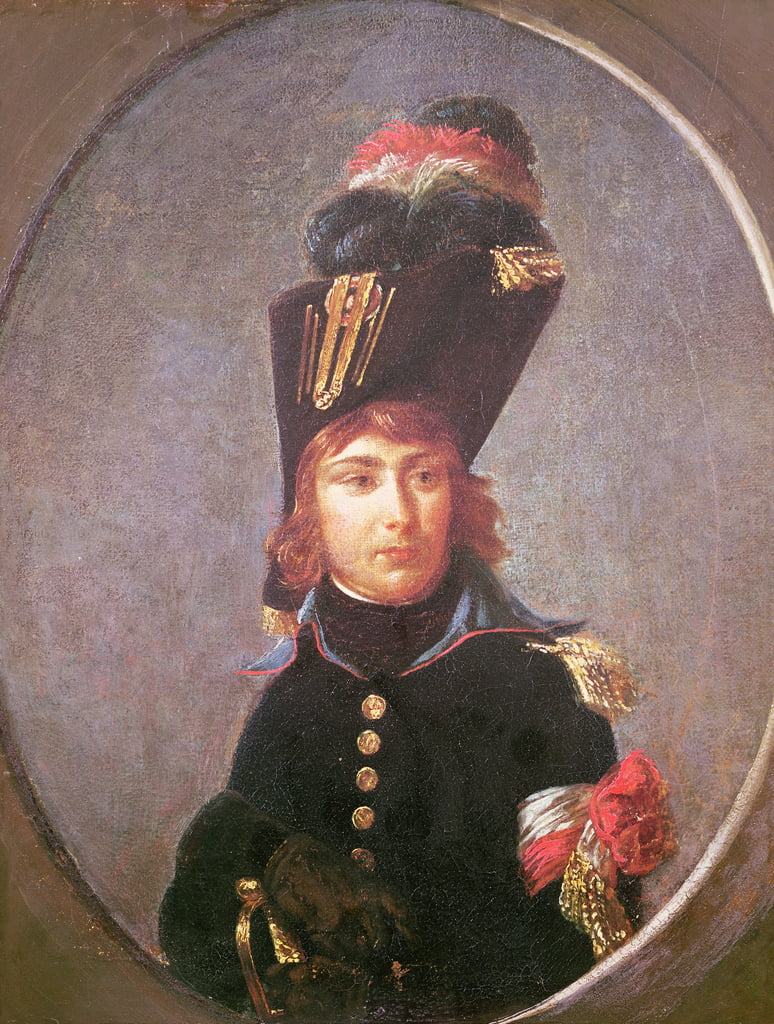
イタリア副王ウジェーヌ・ド・ボアルネ、アントワーヌ＝ジャン・グロ, 1798年, ヴェルサイユ.

総裁政府時代、ボアルネ未亡人はパリのサロンで将軍ナポレオン・ボナパルトと出会い、1796年3月9日、二人はパリで結婚した。若い将軍ナポレオンはイタリアの前線に数日後に出立しなければならなかった。エジプト遠征において、ウジェーヌはナポレオンの補佐官として活躍した。ウジェーヌはスエズ攻撃と、アブキールの戦いに参加した。
フランスに帰国後、ブリュメール18日のクーデターを成功させた継父ナポレオンが第一執政に就き、国の最高権力者となった。18歳の青年将校だったウジェーヌはマレンゴの戦いと第二次イタリア遠征において指揮官を務めた。1802年、彼は大佐となり、1804年初頭には准将となった。

### フランス帝国

ウジェーヌ・ド・ボアルネ、アンドレア・アッピアーニ画、1800年代

1804年5月18日、フランス帝国の成立が宣言され、ウジェーヌはレジオンドヌール勲章グラン・トフィシエとされた。彼は師団を率いる将軍であり、ラ・ガルドの将軍であった。ナポレオンはウジェーヌを信頼し、『名誉と忠誠心』をモットーとするフランス皇子に依存することを躊躇しなかった。
1805年、彼は帝国顕官国務大書記長（首相職）、元老院議員となり、レジオンドヌール勲章グラン・テグルとされた。このときわずか24歳だった。そのすぐ後の1805年、ウジェーヌはイタリア王国の副王となった。彼はここで生涯の半分近くをすごすこととなる。

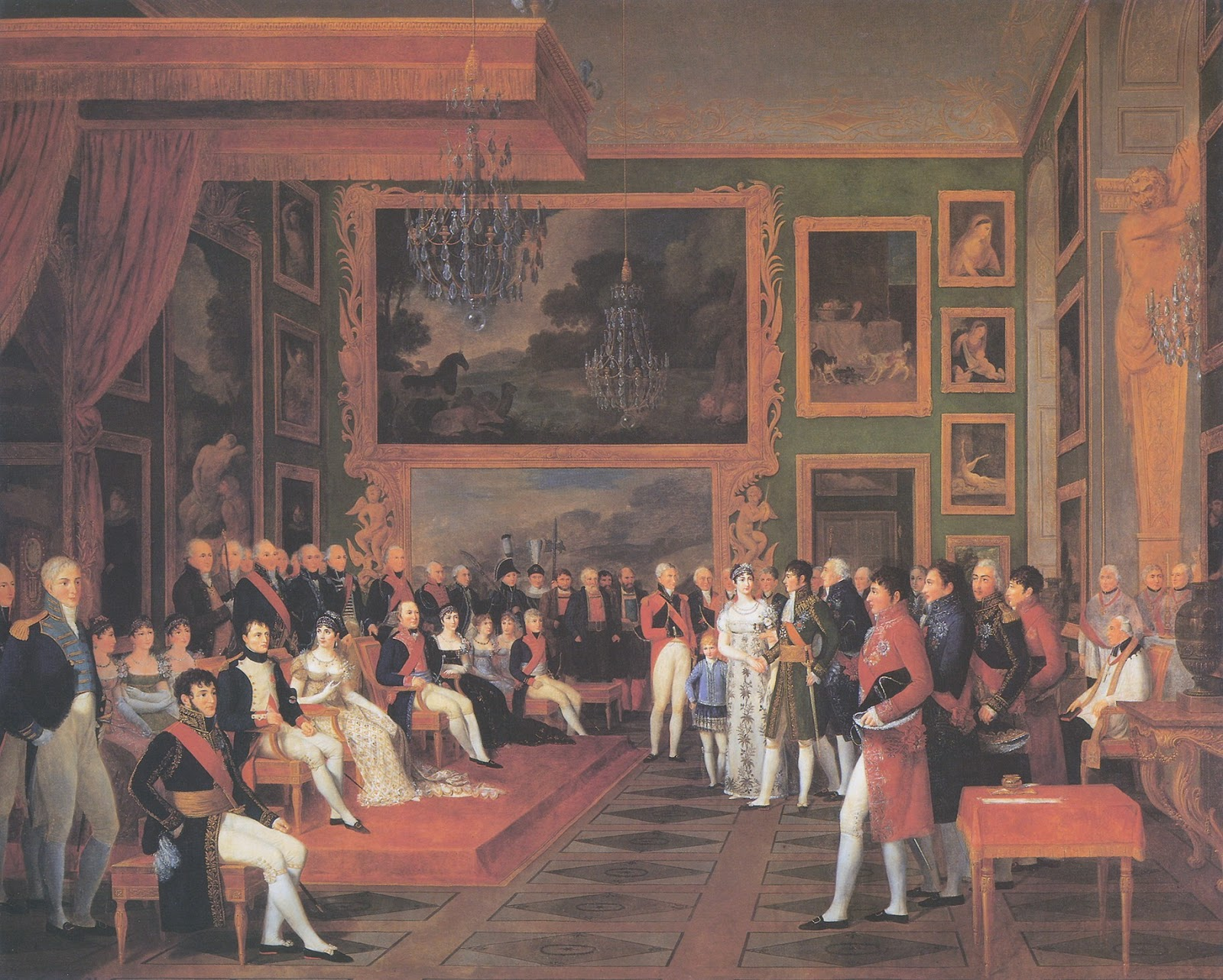
ウジェーヌ皇子とアメリー王女の結婚、フランソワ＝ギヨーム・メナジョ、1808年、ヴェルサイユ歴史美術館

1805年の遠征後、ウジェーヌはバイエルン王女オギュスタ＝アメリーと結婚した。そしてナポレオンは彼にヴェネツィア公の称号を与えた。同時に彼がナポレオンの養子であり、イタリア王国の継承予定者であることを知らしめた。

#### 1809年遠征
1809年、10万人もの兵力を持つオーストリア軍がイタリアを攻撃した。イタリア軍の先頭に立ったウジェーヌは、最初のサチーレの戦いで敗退したが、すぐ後の鮮やかな20もの戦いで復讐を果たし、敵を撃退した。彼はウィーン近郊の大陸軍の司令部を管理していた。この輝かしい勝利の連続にはラーブの戦いが加わっている。ナポレオンは孫娘たちをマレンゴやフリードラントという愛称で呼んでいた。
1809年のオーストリア遠征において、ウジェーヌは初めて最高司令官を務めた。彼は4月5日にミラノを発ち、ヨハン大公がかなりの兵力でイゾンツォ川を渡るのに遭遇した。大公はピアーヴェ川で障害が発生したことに落胆せず、4月16日にもサチーレにいた。ジャック・マクドナル、ルイ・バラゲ・ディリエール、ガブリエル・バルブ、ポール・グルニエ、ジャン・バティスト・ブルシエら将軍たちに助けられ、すぐに彼は敵を押し戻し、ヴィチェンツァとバッサーノを押さえた。ピアーヴェの戦いで大公を下し、ケルンテン公国の山脈背面部にあるすべての要所を押さえた。

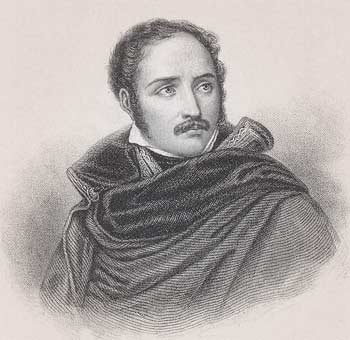
1810年頃のウジェーヌ

ハンガリー王国国境へ進撃を行っている最中、彼はオーストリアの将軍ヨーゼフ・イェラシッチ (fr) がヨハン大公と合流しようとしていることを知った。ニーダーエスターライヒとシュタイアーマルクとの自然国境にあたる、ゼンメリンクでの大陸軍との合流により、彼の軍団は数的有利を得た。ウジェーヌの攻撃で、イェラシッチは指揮下のすべての軍隊と武器を放棄することを余儀なくされた。1809年7月5日から6日にかけ、彼はヴァグラムの戦いに参加した。
我々はゼンメリンクを越える際のイタリア副王に驚きを禁じえない。彼が連れた兵士たちには敵よりも数多くの捕虜が含まれていたのである。
皇帝は副王の兵士たちについて有名な言葉を残している。『イタリア軍の兵士たちよ、私が設定した目標を見事に達成した君たちを歓迎する！君たちには非常に満足している。』（« Soldats de l'armée d'Italie, vous avez glorieusement atteint le but que je vous avais marqué, soyez les bienvenus! Je suis content de vous. »）

#### 母の離婚
皇帝がジョゼフィーヌと離婚することになると、彼は皇帝に召還されてパリへ行き、皇后に、ナポレオンの意思を説明するように皇帝に求められた。嘆く母の離婚後、彼は任務を放棄したいと考えたが、ジョゼフィーヌと皇帝両者からの懇願で断念し、彼は個人的な憤りを犠牲にした。しかしその後、母親から離婚の代償としての金額を知らせるどんな報せも拒否した。

#### ロシア遠征

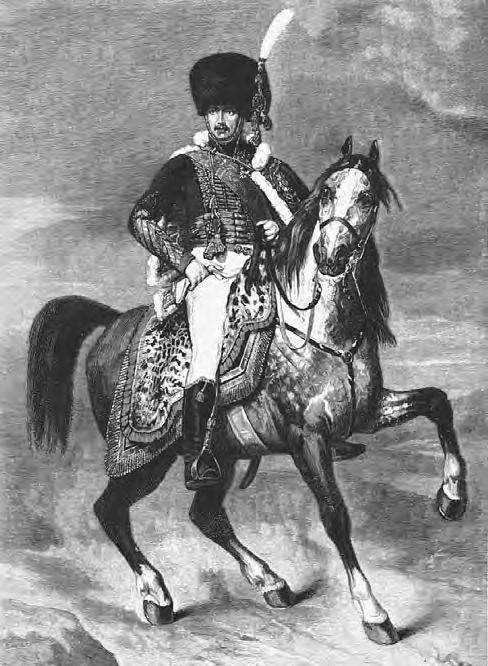
「ナポレオン・ボナパルト」の生涯に描かれたウジェーヌ像。ウィリアム・スローン画

1812年、彼はイタリア軍の指揮権を獲得し、フランスとバイエルンによる第4軍団がロシア征服を開始した。ロシアへの遠征とロシアからの退却は彼の軍歴のハイライトとなった。
オストロヴノの戦いで彼は頭角を現した。皇子は英雄として扱われた。しかし、連続する戦闘とロシアの過酷な環境は彼に肉体的な面は勿論、精神的にも多大な負担をかけ続けた。
彼の髪の毛と髭は白く染まり、一方で性格は黒い虚無感に支配された。
彼は第4軍団に徹底した破壊を命じた。ジョアシャン・ミュラの降伏で、帝国大陸軍の司令部が欠けて数千人まで兵力が減少し、ロシア軍とプロイセン軍による毎日の攻撃に晒され圧倒された。60日間で、ウジェーヌは包囲から逃れるにあたって見事な撤退を行った。そして皇帝が送った新しい軍兵との合流を行った。ポズナンからライプツィヒまでの50日間の遠征は、おそらくロシア遠征の中でも最も驚くべき挿話である。この戦いにおいて、彼は自身の天才的な能力を遺憾なく発揮した。
皇子と、行軍中に5万人まで膨れ上がっていた彼の軍隊は3月9日にライプツィヒに到着した。この5万人の軍隊は15万人もの同盟軍の脅威に脅かされながら、エルベ川の戦線を維持したのである。

#### 帝国の崩壊
1813年、イタリア副王であるウジェーヌは扇動の動きを阻止し、社会秩序や安全を保つ必要があるとしてイタリアへ戻った。フランス帝国によるドイツ遠征に躓いた後、オーストリア軍がポー川平野を脅かしていた。ミュラの裏切りにあいながらも、彼は単独でオーストリア軍およびナポリ軍と対峙しなければならなかった。助言を受け、1814年2月14日のミンチョの戦いの勝利においては遅延は避けられなかった。ウジェーヌは、ナポレオンを裏切ればイタリア王国を思いのままにできるとする舅のバイエルン王マクシミリアン1世に抵抗する術を知っていた。ただし、1814年1月にイタリアから戻れというナポレオンからの召還に応じなかったのは事実であり、一般的には反逆に該当することであった。

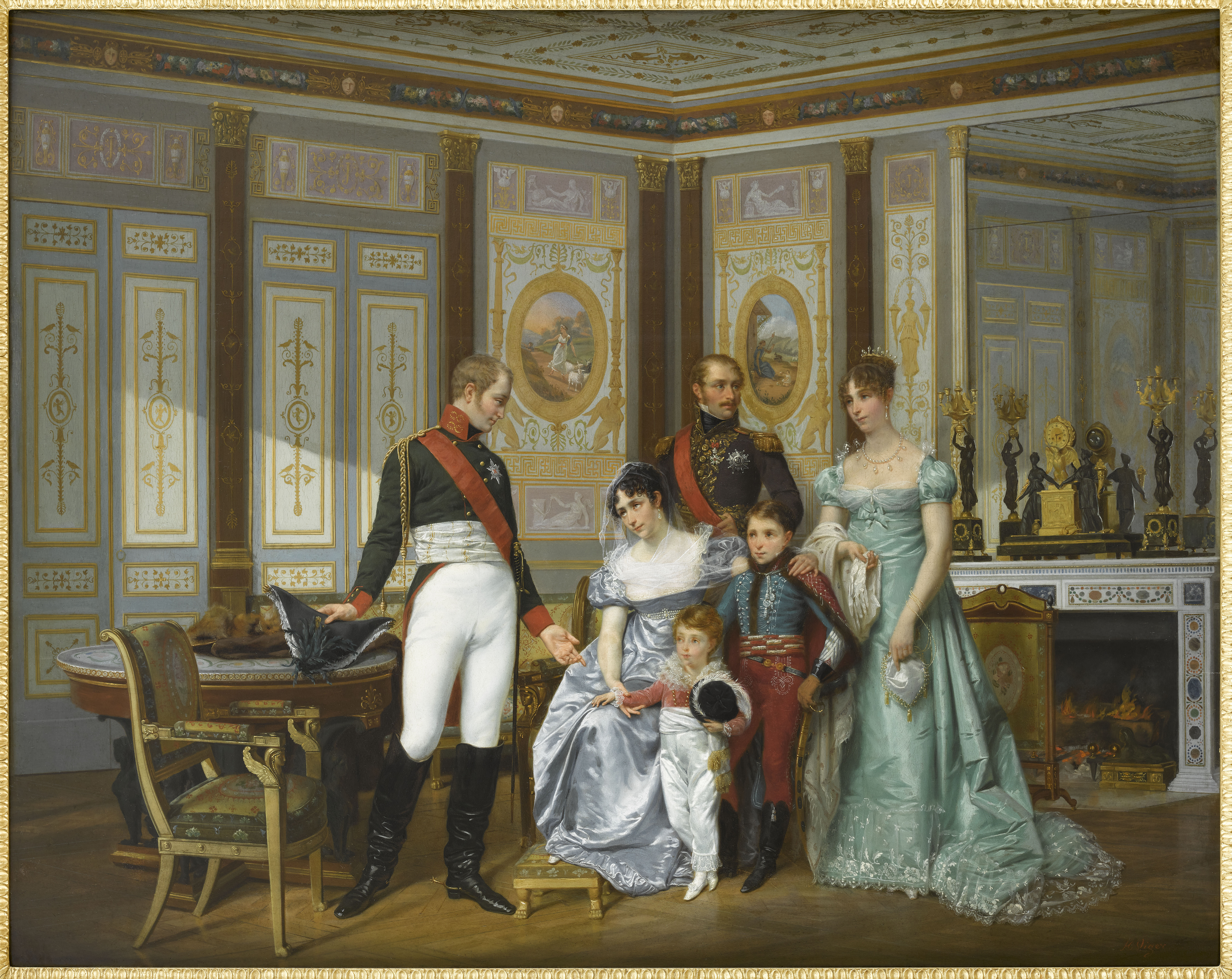
マルメゾンでツァーリ、アレクサンドル1世の訪問を受ける皇后ジョゼフィーヌ

1814年4月20日のミラノで暴動が起き、イタリア王国財務大臣ジュゼッペ・プリナが群集にリンチされ殺害されると、イタリアを維持することは絶望的となった。1814年4月26日、イタリア副王は王座を放棄することを余儀なくされ、自らの家族とともに妻の実家バイエルンに亡命を求めた。1814年5月に実母ジョゼフィーヌが死去し、彼女と前夫であるナポレオンが愛したマルメゾン城をウジェーヌが相続した。

### 亡命
ウィーン会議の際、ウジェーヌは自らの領地と年金を望み、一時期ベルナドッテ（スウェーデン王カール14世ヨハン）が大公として治めていたポンテコルヴォを提案した。1815年3月1日、エルバ島を脱してジュアン湾にナポレオンが到着した時、ウジェーヌはヴィッテルスバッハ家への尊敬を享受できるミュンヘンへ戻っていた。
1815年のナポレオンの帰還においては、彼はウィーンにおり、戦争に参加しなかった。彼は逮捕されないように、バイエルンを離れないよう強制された。ナポレオンの百日天下、ワーテルローの戦いでの敗北、2度目の廃位、いずれにおいても、ウジェーヌは静観した。舅からロイヒテンベルク公爵位とアイヒシュテット侯領を与えられたことで、政治的にも軍事的にも何の役割も果たさず、自らの資産を管理して多くの子供たちを持った。

### 死

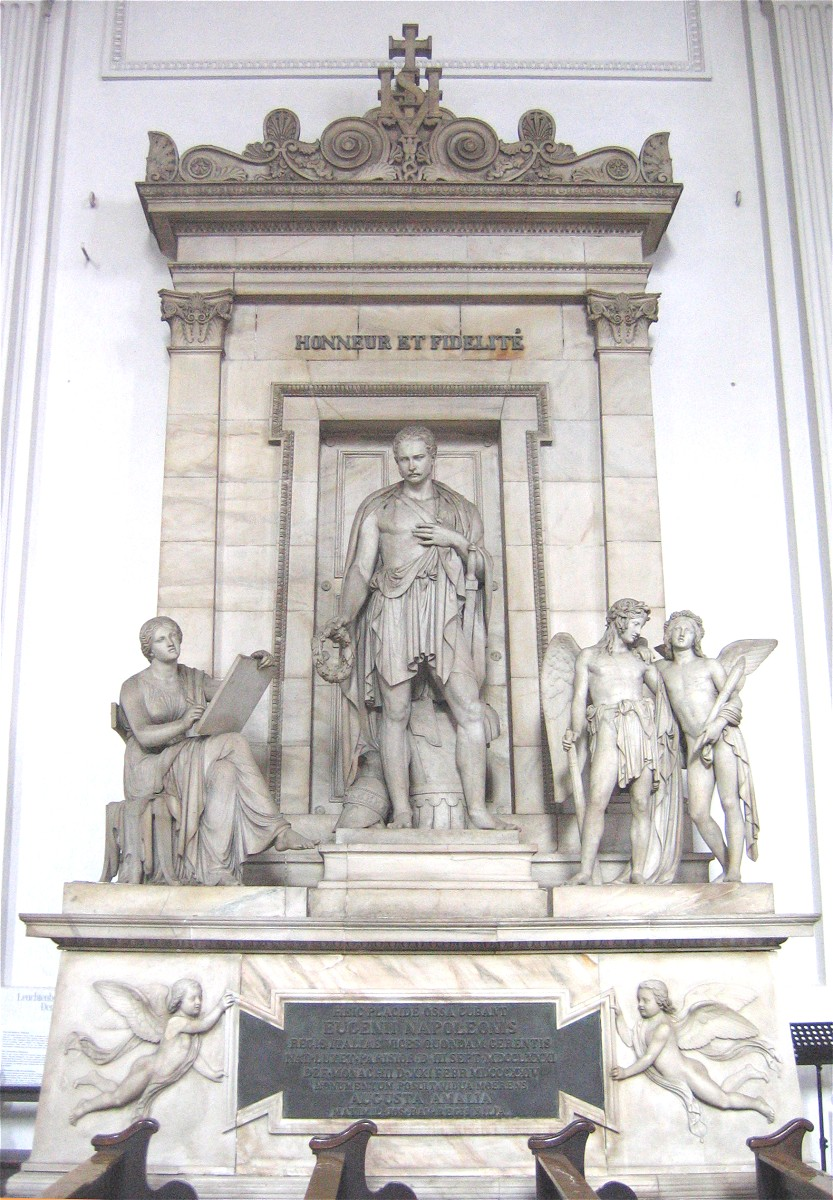
ウジェーヌ・ド・ボアルネの墓。ミュンヘン、ザンクト＝ミカエル教会

ウジェーヌ・ド・ボアルネは1824年2月21日、ミュンヘンにて脳卒中のため42歳で没した。葬儀は荘厳に行われ、義父であるバイエルン王は個人的に喪に服した。彼の性格、そして知性に率直に魅了されていた妻オギュスタ＝アメリーの家族とバイエルン国民は、心から彼の死を嘆いた。子供たちそれぞれの結婚によって、ウジェーヌはノルウェー、スウェーデン、デンマーク、ギリシャの各王家の先祖となっている。
彼にちなむボアルネの名称はエトワール凱旋門南側に刻まれている。

## 称号
- フランス皇子（fr:Prince français、1805年2月1日）
- イタリア副王（1805年7月7日 - 1814年4月20日）
- ヴェネツィア公（1807年12月17日）
- フランクフルト大公（1810年3月1日）
- ロイヒテンベルク公（1817年11月14日）
- アイヒシュテット侯（1817年11月14日）

1810年4月9日の特許状免状により、皇后ジョゼフィーヌ・ド・ボアルネはナヴァール女公（duchesse de Navarre）を授けられている。これはジョゼフィーヌが亡くなった際に返還することとなっていた。にもかかわらず1814年、ウジェーヌの息子たち、アウグストとマクシミリアンは祖母の権利によるナヴァール公（duc de Navarre）を継承した。

## 家族

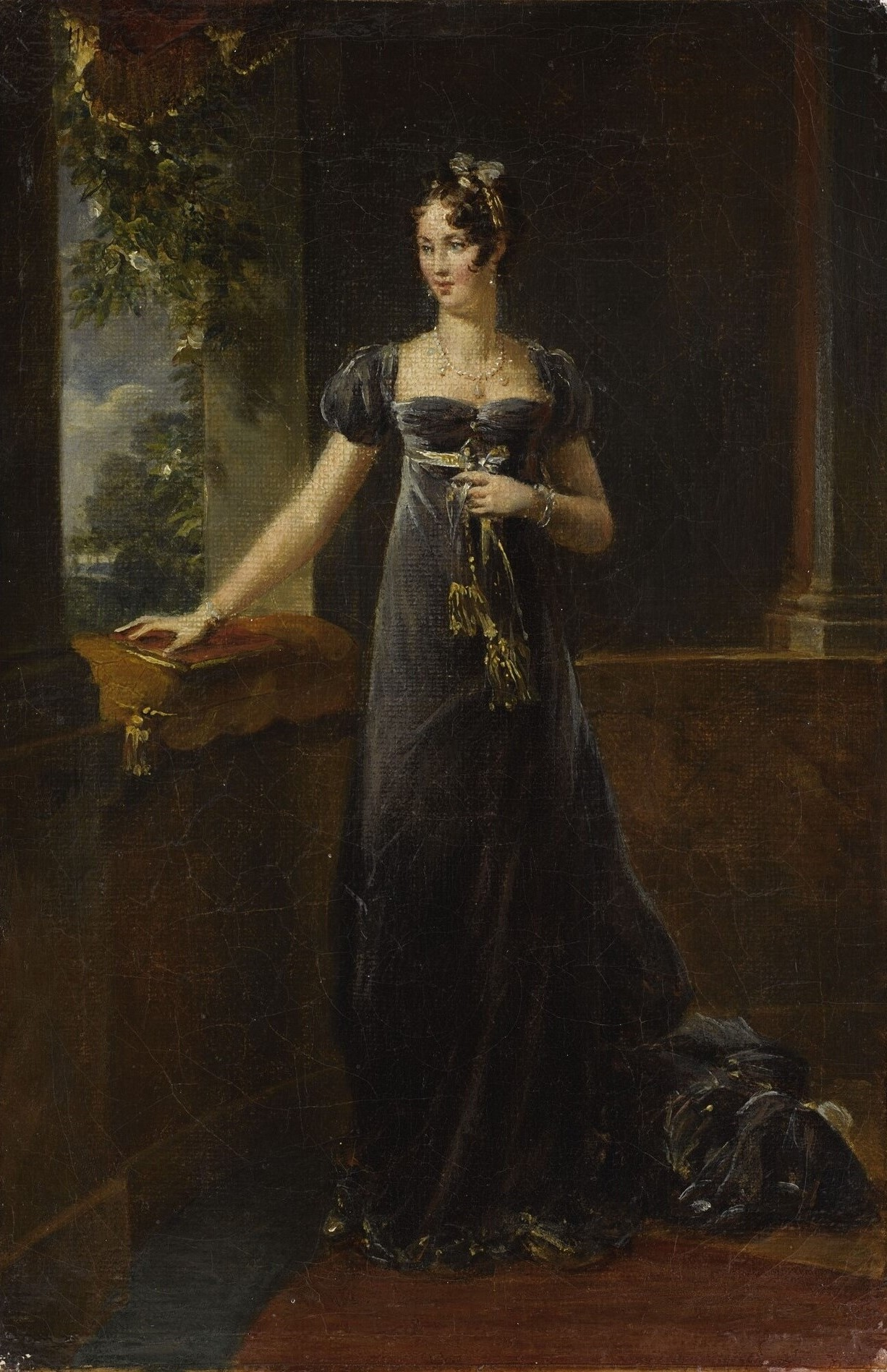
ウジェーヌの妻、オギュスタ＝アメリー・ド・バヴィエール

ウジェーヌ・ド・ボアルネの私生活は、彼の職業人生とは違ってナポレオンにあまり依存しなかった。ヨーロッパ各王家の輪の中に自分の家族を加えようと、ナポレオンは養子ウジェーヌとバイエルン王女オギュスタ＝アメリー（ドイツ語名アウグステ、マクシミリアン1世の娘）との政略結婚をお膳立てした。バイエルンは1805年のプレスブルクの和約によって王国に昇格していた。1806年1月14日、ウジェーヌとオギュスタ＝アメリーの結婚式が行われた。
ウジェーヌとオギュスタ＝アメリーの結婚は政治的な理由から成立したものだったが、幸せなものとなり、7人の子供をもうけた（以下フランス語名で記す）。
- ジョゼフィーヌ・マクシミリエンヌ・ウジェニー・ナポレオーヌ(1807年 – 1876年) - スウェーデン＝ノルウェー王オスカル1世妃。
- ウジェニー・オルタンス・オギュスト (1808年 – 1847年) – ホーエンツォレルン＝ヘヒンゲン侯コンスタンティン妃。
- オギュスト・シャルル・ウジェーヌ・ナポレオン (1810年 – 1835年) – ロイヒテンベルク公。サンタ・クルス公。ポルトガル女王マリア2世の最初の王配。
- アメリー・オギュスト・ウジェニー・ナポレオーヌ (1812年 – 1873年) – ブラジル皇帝ペドロ1世の2度目の皇后。
- テオドランド・ルイーズ・ウジェニー・オギュスト・ナポレオーヌ (1814年 – 1857年) – ヴュルテンベルク伯爵およびウラッハ公爵ヴィルヘルム1世夫人。
- カロリーヌ・クロティルド(1816年 – 1816年)
- マクシミリアン・ジョセフ・ウジェーヌ・オギュスト・ナポレオン (1817年 – 1852年) – ロイヒテンベルク公およびロシアのロマノフスキー公。

現ロイヒテンベルク公爵ニコラ・ド・ボアルネは、末子マクシミリアンの長男ニコライの子孫である。

## 伝記
- A. du Casse, « Mémoires et correspondance du prince Eugène », 10 volumes, in-8, 1858-1860 ;
- Général Vaudoncourt, « Histoire politique et militaire du prince Eugène », Paris, 1828, 2 volumes in-8 ;
- Almanach de Gotha, Gotha 1931 ;
- Autin, Jean (2003) [1989]. Eugène de Beauharnais: de Joséphine à Napoléon (フランス語) (7 ed.). Paris: Perrin. ISBN 9782262020071。Grand prix du Souvenir napoléonien
- René Blémus, « Eugène de Beauharnais, L'honneur à tout vent », Éditions France-Empire, Paris, 1993.
- Jean-Claude Fauveau, Joséphine l'impératrice créole. L'esclavage aux Antilles et la traite pendant la Révolution française Editions l'Harmattan 2010. 390 pages. ISBN 978-2-296-11293-3.